# 애퍼처 사이언스
애퍼처 사이언스(Aperture Science)는 밸브 코퍼레이션이 개발한 게임 포탈 시리즈의 무대가 되는 기업이다. 포탈과 같은 세계관을 가진 하프라이프 시리즈에서도 종종 언급된다. 게임 설정상 케이브 존슨이 창립하였으며, 샤워용 커튼 제작 회사로 시작하였다. 블랙 메사 연구소와 라이벌 관계이기도 하다. 1인칭 슈팅 게임 하프라이프 2: 에피소드 2와 1인칭 퍼즐 게임 포탈 시리즈에 등장한다. 

## 역사

애퍼처 사이언스 연구소 로고

본래 애퍼처 사이언스의 역사는 애퍼처 사이언스의 가상 홈페이지에서 커맨드를 통해 비밀 루트로 들어갈 수 있는 경로에서 나온다. 하지만 포탈2가 나오고 나서 애퍼처 사이언스 가상 홈페이지는 새로 변경되고 또한 과거 홈페이지에 있던 내용은 갈아엎어지게 되면서 해당 설정은 부정되었다. 이후 포탈 시리즈의 스토리 작가 에릭 울파우가 포탈2 설정에 맞게 업데이트하고 확장시킨 버전이 게임 인포머에 게시되었다.

### 애퍼처 사이언스 가상 홈페이지판
1953 - 애퍼쳐 사이언스는 샤워 커튼 제조사로 설립 초기에는 샤워실의 안과 밖을 이어주는 매우 저차원적 기술이 사용되었다.
1956 - 아이젠하워 정부가 해군을 제외한 전 미군에 대한 애퍼처 사이언스와의 샤워 커튼 공급 계약을 체결 한다.
1957 - 1975 - 계속 샤워 커튼 생산. (샤워커튼의 기능: 포탈과 같은능력임)
1978 - 애퍼처 사이언스의 창립자이자 사장인 케이브 존슨(Cave Johnson)이 수은 중독에 걸린다. 이는 본토 주둔 해군관리위원회의 소속인들에게 선물로 속여 전달하기 위해 위독성 샤워 커튼을 개발하던 중 발생한다. 이 샤워 커튼은 고무 시트에 수은이 다량 함유되어 있었습니다
1979 - 케이브 존슨은 자신이 개발 하던 수은 때문에 신장 문제를 겪고 죽음을 앞두게 되죠.  뇌에도 영향을 받아 지금 시간이 거꾸로 가고 있는게 아니라는 말을 결코 믿으려 하지 않으며 3단계 R&D 프로그램을 시작했다. 케이브 존슨은 "빠르게 다가오고 있는 지나버린 먼 과거에도 애퍼처 사이언스는 성공을 이어나갈 것" 임을 확신했다.
- 1. 반(反) 하임리히 응급처치법 - 인명 구조를 위한 하임리히 응급처치법을 방해하여 대응하기 위한 믿음직한 수단.
- 2. 소원수집 재단 - 난치병에 걸린 자녀를 지닌 부모들이 지닌 소원을 구입한 후, 이것을 건강하지만 꿈을 잃어버린 성인들에게 재분배하기 위한 자선 단체.
- 3. “일종의... 공간 구조를 일그러뜨리는... 뭐라고 할까... 나도 자세히는 모르겠지만, 샤워 커튼을 훨씬 개선시킬 수 있는 그런 것임은 확실하다고 생각되는 기술이다. 나는 소원수집 재단에 집중하느라 자세히 생각해보진 않았다."

1981 - 애퍼처 사이언스의 기술자들이 반 하임리히 응급처치법의 연구와 소원수집 재단의 설립을 완료했다. 애퍼처 사이언스는 대규모 행사를 통해 자사의 신기술에 관련된 제품의 출시를 발표하였고, 이는 TV로도 방송된다. 그리고 이 제품들은 즉시 전세계적으로 묻혀버렸고, 병을 앓고 있는 아이들에게 부정적 영향까지 끼침에 따라 애퍼처 사이언스의 대표가 상원위원회에 회부되었다. 이 무렵 한 기술자가 "제 3단계"에도 진전이 있음을 언급하며 "물리적 공간을 관통하는, 사람 정도 크기의 즉석 양자 터널을 샤워 커튼에 설치할 수 있을 것"임을 발표했다. 그 결과 위원회는 영구적 휴회에 들어갔으며, 애퍼처 사이언스는 "포탈"과 "반 하임리히 응급처치법"의 연구를 비밀리에 계속할 것을 명시한 무제약적 계약을 정부와 체결했다.
1981 - 1985 - "포탈" 프로젝트에 진전이 생기고, 테러리스트 그룹의 고위 간부들이 보디가드의 호위 아래에서 양고기를 먹다 목에 걸려 죽는 사건이 대여섯건 발생했다.
1986 - 또 다른 방위 산업체인 블랙 메사 연구소가 자사의 것과 흡사한 포탈 기술을 연구하고 있다는 것이 애퍼처 사이언스에 전해졌다. 이에 대한 대응으로 애퍼처 사이언스는 연구를 보조할 인공지능인 유전적 생체모형 및 디스크 관리 체계, (Genetic Lifeform and Disk Operating System; GLaDOS)의 개발에 착수했다.
1996 - GLaDOS의 디스크 운영 체계 부분을 개발 중 기본 기능성 확보를 위해 10년을 보낸 후에야 유전 생명체 부분에 대한 개발이 시작되었다.
별도의 테스트 없이 AI가 첫 가동을 맞이했다. 이 날은 애퍼처 사이언스가 '제 1 회 연례 자녀와 함께 근무 체험의 날'을 시행한 날이기도 하였다.

## 기술
- 1500 메가와트 애퍼처 사이언스 내구성 슈퍼충돌 슈퍼 버튼 - 중형 저장 큐브 또는 중형 저장 구형 큐브 또는 중형 동행 큐브를 위에 올려놓아 문 등이 열리게 하는 버튼이다.
- 무릎 충돌 보호대(롱 폴 부츠) - 높은 곳에서 떨어질때 충격을 흡수하는 특수 부츠이다.
- 애퍼처 사이언스 긴급 지식 소각로 - 애퍼처 사이언스의 기술들을 안전하게 폐기하기 위해 개발된 것이다.
- GLaDOS - 본문 참조
- 애퍼처 사이언스 고 에너지 펠릿 - 펠릿을 발생시키는 "런처"와 펠릿을 잡는 "캐처"가 있다. 펠릿을 캐처에 집어넣으면 문이 열리거나 비고정 발판이 움직이는 형태이다. 이 펠릿에 접촉할 경우 영구적인 증발과 같은 상해를 입을 수 있다.
- 애퍼처 사이언스 물질 분리 그리드 - 물질을 원자 단위까지 분해하는 장치이다. 실험 물품이 밖으로 유출되는 것을 막기 위해 개발되었다
- 터렛 - 표적(보통 사람)을 감지하면 총이 작동해 표적을 향해 총격을 가한다. 총알은 거의 무한대로 들어 있다. 쓰러지면 작동이 중지된다.
- 애퍼처 사이언스 비고정 발판 - 공중에서 움직일 때 사용하는 발판이다. 느린 속도로 이동한다..
- 중형 저장 큐브 - 보통 1500 메가와트 애퍼처 사이언스 내구성 슈퍼충돌 슈퍼버튼에 올려놓아 작동시킨다.
- 중형 동행 큐브 - 중형 저장 큐브에 하트가 그려져 있는 모양이며, 포탈과 포탈 2에서 각각 한 번씩 나온다.
- 애퍼처 사이언스 휴대용 포탈 장치 - 본문 참조
- 이동 터널 - 중력장을 조절해 물체를 밀거나 당기는 나선 모양의 트랙터 빔, 밀어낼때 상태는 파란색 끌어당길때 상태는 주황색 모습이다.

### 보리알리스호
보리알리스 호는 애퍼처 사이언스의 연구 선박으로, 하프라이프 2: 에피소드 2와 포탈 2에서 언급되는 존재다. 애퍼처 사이언스는 정부 지원금을 가지고 블랙 메사와 경쟁을 하다가 보리알리스 호를 텔레포트시켜버리는 사고를 일으켰고, 그렇게 보리알리스 호는 갑작스레 사라져 과학계에서 전설로 남게 되었다. 하프 라이프 2: 에피소드 2의 후반부에서는 사라진 보리알리스 호가 북극에서 발견되었다는 것이 밝혀지며, 하프라이프 시리즈에 등장하는 가상의 캐릭터인 일라이 밴스와 아이작 클라이너는 이 선박 안에 있는 알 수 없는 기술에 대해 없애버려야 하는지 이용해야 하는지에 대해 논쟁을 벌인 적이 있다. 또한 포탈 2에서는 보리알리스 호라고 적혀 있는 튜브를 발견할 수 있으며, 이에 대한 도전과제가 존재한다.

## 블랙 메사와의 관계
블랙 메사와 애퍼처 사이언스는 서로 정부의 지원금을 두고 경쟁하는 사이이며, 이 두 회사의 경쟁은 블랙 메사가 창립된 때인 대략 1950년대부터 시작되었다. 애퍼처 사이언스 직원들이 블랙 메사에 관해 조사한 슬라이드쇼 프레젠테이션을 게임 포탈의 후반부에서 확인할 수 있는데, 이 슬라이드 쇼에 따르면 정부는 적은 정부 지원금을 요구한 블랙 메사에게는 요구한 정부 지원금보다 많거나 비슷한 정부 지원금을 주었고, 많은 정부 지원금을 요구한 애퍼처 사이언스에게는 블랙 메사가 받은 정부 지원금보다 훨씬 적은 정부 지원금을 준것으로 나타난다. 포탈 2에서 게임상 1968년 시절 애퍼처 사이언스의 사장인 케이브 존슨은 블랙 메사를 비롯한 다른 회사들이 자신들이 발명한 여러 가지 제품들을 훔쳐가 상용화했다면서 그중 블랙 메사는 거의 애퍼처 사이언스 파산에 가담하였을 정도라고 주장하였으나 이 주장의 사실 관계는 명확하게 알 수 없다.(실제로 포탈건을 블랙 메사가 훔쳤다는 의견이 주류).
그리고 애퍼처 사이언스 가상 홈페이지판 내용과 게임 인포머판 역사에서 나온바에 애퍼처 사이언스와 블랙 메사가 포탈 기술력(텔레포테이션 기술력)으로 경쟁했음을 암시하는 내용이 있는데 블랙 메사가 텔레포테이션 기술력을 완성한 것은 1986년, 혹은 그 이전인것에 비해 애퍼처 사이언스는 포탈건을 1950년대에 개발한 것으로 애퍼처 사이언스가 먼저 개발하였다. 또한 블랙 메사가 보유한 텔레포테이션 기술력은 한정적이고 제한적 인것에 비해 애퍼처 사이언스는 엄청나게 많은 포탈건을 보유하고 있다.
또한 마찬가지로 애퍼처 사이언스 역사에 나온 내용과 포탈 2에서 나타난 애퍼처 사이언스의 테스트 쉐프트 09 로비에 전시된 트로피타 걸린 상으로 볼때 애퍼처 사이언스는 다수의 정부 계약을 보유하고 있으며 여러 가지 분야(과학 분야 포함)에서 각종 수상을 하는 성과를 떨쳤으나 블랙 메사와 관련된 성과는 어떠한 것도 밝혀진바 없으며 사실상 포탈에서 나타난 프레젠테이션 파일만이 유일하다.

## 하프 라이프 시리즈에서의 역할
에피처 사이언스는 하프라이프 2: 에피소드 2에 등장하고, 고든 일행이 보리알리스 호가 있는 곳으로 가려다가 게임이 끝나는 것으로 보아 하프라이프 3에서 중요한 역할을 할 것으로 보인다.

## 슬로건
- "하늘에 구멍이 있고 이를 통해 어떠한 물건은 날 수 있다(There's a hole in the sky through which things can fly)"[6]
- "가장 신뢰할 수 있는 친구는 과학이다(Your Trusted Friend in Science)"[6]
- "우린 할 수 있기에 하는 것이다(We do what we must because we can)"[6][7]

## 알려진 직원들
- 케이브 존슨 (CEO, 1943년 ~ 1980년대)
- 캐롤린 (케이브 존슨의 비서)
- 더그 렛맨
- 헨리 (포탈2 공식 코믹스 'Portal 2: Lab Rat'에 등장한 애퍼처 사이언스 직원)

## 가상의 홈페이지
아래에 서술된 가상 홈페이지로 들어 가면, 애퍼처 사이언스의 홈페이지가 나온다. 2010년 12월 업데이트로 홈페이지의 분위기가 포탈 2로 바뀌고 입력창이 없어졌으며 화면이 더 커졌다. 반복해서 보다 보면 화면이 왼쪽으로 돌아 갔을 때 협동모드의 캐릭터중 하나가 화면앞에서 몸을 흔든다.

## 같이 보기
- 포탈 (비디오 게임)
- 포탈 2
- 케이브 존슨
- GLaDOS
- 블랙 메사 연구소